# Terri Nunn
Terri Kathleen Nunn (26 de junho de 1959) é uma cantora e atriz estadunidense. Ela é mais conhecida por ser a vocalista da banda de new wave, Berlin.
Terri destacou-se nos anos 80, com a banda Berlin, lançaram grandes sucessos que explodiram na mesma época, como: "Take My Breath Away" e "No More Word".
"Take My Breath Away", foi tema do filme Top Gun.
Terri atualmente faz seus shows, também se apresentando com a banda Berlin.